# Max Vonroth
Max Vonroth (* 16. August 1888 in Linkersbaindt; † 8. August 1957 in München) war ein deutscher Bankkaufmann.
Vonroth besuchte zunächst die Volksschule in Wassertrüdingen, danach das Progymnasium Oettingen und schließlich das Gymnasium in Günzburg, das er mit der mittleren Reife verließ. Daraufhin war er zwei Jahre lang Volontär im Bankgeschäft Heinrich Kränzlein in Wassertrüdingen und bis zum Beginn des Ersten Weltkriegs, wo er im Kriegsdienst eingesetzt war, Beamter der Deutschen Bank in München. Ab 1934 war er Direktor und ordentliches Vorstandsmitglied der Bayerischen Landesgewerbebank, die später zur Zentralkasse Bayerischer Volksbanken wurde. Er saß außerdem in den Aufsichtsräten mehrerer Unternehmen. Von Dezember 1947 bis zu seinem Tod war er Mitglied des Bayerischen Senats.